# دانيال لوس
دانيال لوس هو عالم فيزياء نظرية وبرفيسور المواد المكثفة النظرية في جامعة بازل. مع ديفيد ديفينسنزو (David DiVincenzo) في معامل أبحاث آي بي أم (IBM Research)، قدم كمبيوتر لوس وديفينسنزو الكمي (Loss–DiVincenzo quantum computer) في 1997، والذي يستخدم دوران الإلكترونات في النقاط الكمومية كـ بت كمومي